# Camp Lo
I Camp Lo sono un gruppo musicale statunitense, composto dai rapper Sonny Cheeba e Geechi Suede. È principalmente noto per il singolo del 1997 Luchini AKA This Is It.

## Carriera
Il duo fece la sua prima apparizione nella colonna sonora del film La Grande promessa con il singolo "Coolie High" nel 1996. Il loro primo e grande successo arrivò con l'uscita di "Luchini", noto anche come (AKA, also known as) "This Is It". La canzone entrò nella Top 50 della Billboard Hot 100 e raggiunse la top 5 della classifica degli Hot Rap Singles. Il brano arrivò inoltre alla 74ª posizione nella UK Singles Chart dell'agosto del 1997.
Pubblicarono il loro album di debutto Uptown Saturday Night nel gennaio 1997 e venne ricevuto positivamente dalla critica. La maggior parte dell'album fu prodotta da Ski, famoso per il suo lavoro con Jay-Z e vedeva ospiti come Trugoy dei De La Soul e Butterfly dei Digable Planets. 
Uptown Saturday Night venne seguito dall'extended play Short Eyes nell'ottobre del 2001. L'anno successivo portò alla pubblicazione del secondo album, Let's Do It Again. Ski Beatz, che aveva precedentemente collaborato con il duo ritornò alla produzione di Black Hollywood che venne pubblicato nel 2007.
Camp Lo ritornò nel 2009 con due nuovi album: Stone and Rob Caught on Tape che arrivò a febbraio e venne seguito da Another Heist.
Hanno collaborato con Pete Rock per 80 Blocks From Tiffany's' 2011 e nel settembre del 2017 hanno pubblicato il primo di tre album della serie A Piece of the Action, The Get Down Brothers.

## Discografia

### Album in studio
- 1997 - Uptown Saturday Night
- 2001 - Short Eyes EP
- 2002 - Let's Do It Again
- 2007 - Black Hollywood
- 2009 - Stone & Rob: Caught On Tape
- 2009 - Another Heist
- 2011 - 80 Blocks From Tiffany's w/ Pete Rock
- 2015 - Ragtime Hightimes
- 2016 - On The Way Uptown - The Uptown Saturday Night Demo
- 2017 - A Piece Of The Action, Vol. 1

#### Singoli
- 1996 - Coolie High
- 1997 - Luchini AKA This Is It
- 1997 - Black Nostaljack AKA Come On